# Toshio Masuda (compositore)
Toshio Masuda (増田俊郎?, Masuda Toshio; 28 ottobre 1959) è un chitarrista e compositore giapponese.
Noto per aver composto le colonne sonore di molti anime, tra cui Naruto.
I suoi lavori mescolano le caratteristiche della musica popolare giapponese, utilizzando anche molti strumenti tipici giapponesi (ad es. lo shakuhachi), alle influenze del rock occidentale.

## Lavori

### Colonne sonore
Toshiro Masuda ha composto le colonne sonore per questi titoli di animazione giapponese.

### Animazione
- Fatal Fury: Legend of the Hungry Wolf (1992)
- Flint the Time Detective (1998)
- Excel Saga (1999)
- Jubei-chan (1999)
- Hand Maid May (2000)
- Daa! Daa! Daa! (2000)
- Mahoromatic (2001)
- Puni Puni Poemy (2001)
- Naruto (2002)
- Ai Yori Aoshi (2002)
- Nanaka 6/17 (2003)
- Jubei-chan 2 (2004)
- Mushishi (2005)
- Ghost Hunt (2006)
- Otogi-Jūshi Akazukin (2006)
- Higepiyo (2009)
- Kamisama Kiss (2013)
- Mushishi -Next Passage- (2014)[1]
- Kamisama Kiss◎ (2015)
- Nobunaga no Shinobi (2016)
- Nobunaga no Shinobi: Anegawa Ishiyama-hen (2018)[2]

### OVA
- Animation Runner Kuromi (2001)
- Puni Puni Poemy (2001)
- Animation Runner Kuromi2 (2003)

### Speciali
- Mushi-Shi Special: The Shadow That Devours the Sun (2014)
- Mushi-Shi -Next Passage- Special: Path of Thorns (2014)

### Film
- Mushi-Shi -Next Passage- Special: Bell Droplets (2015)